# تکینگی برهنه
در نسبیت عام، تکینگی برهنه (به انگلیسی: Naked singularity) یک نوع تکینگی گرانشی بدون افق رویداد است. در یک سیاهچاله تکینگی کاملاً در مرزی که افق رویداد نام دارد، دربرگرفته می‌شود. درون افق رویداد نیروی گرانش تکینگی به اندازه ای قوی است که حتی نور نیز نمی‌تواند از آن بگریزد، از این رو اجسام داخل افق رویداد - که شامل خود تکینگی نیز می‌شود- مستقیماً قابل مشاهده نیستند؛ در مقابل، یک تکینگی برهنه از بیرون قابل مشاهده است.
وجود تکینگی‌های برهنه سبب بروز مسائل بنیادی برای نسبیت عام می‌شود، زیرا نسبیت عام نمی‌تواند چگونگی تکامل فضازمان در نزدیکی یک تکینگی برهنه را پیش‌بینی کند. در سیاهچاله‌های عمومی این مسئله وجود ندارد زیرا هیچ ناظری قادر به مشاهده فضازمان درون افق رویداد نخواهد بود.
برخی از پژوهشگران بر این باورند که اگر گرانش کوانتومی حلقه درست باشد، تکینگی‌های برهنه نیز در طبیعت وجود خواهند داشت و در نتیجه فرضیه سانسور کیهانی برقرار نخواهد بود. محاسبات عددی و برخی از بحثهای دیگر نیز به نوعی این امکان را پیشنهاد می دهند.
تا به امروز هیچ تکینگی برهنه ای مشاهده نشده‌است.
در تاریخ ۱۰ آوریل ۲۰۱۹ نخستین نگاره از افق رویداد یک سیاهچاله کلان جرم در مرکز کهکشان مسیه ۸۷ توسط همکاران "تلسکوپ افق رویداد" در اختیار عموم قرار گرفت.[۶]